# Famille Bernard (Lille)
 (mai 2019).
Si vous disposez d'ouvrages ou d'articles de référence ou si vous connaissez des sites web de qualité traitant du thème abordé ici, merci de compléter l'article en donnant les références utiles à sa vérifiabilité et en les liant à la section « Notes et références ».
Pour les articles homonymes, voir Famille Bernard.
La famille Bernard est une famille d'ancienne bourgeoisie, originaire de Lille, ayant donné de nombreux industriels depuis le XVIIe siècle.

## Membres notables

### Jean Bernard (1656-1743)

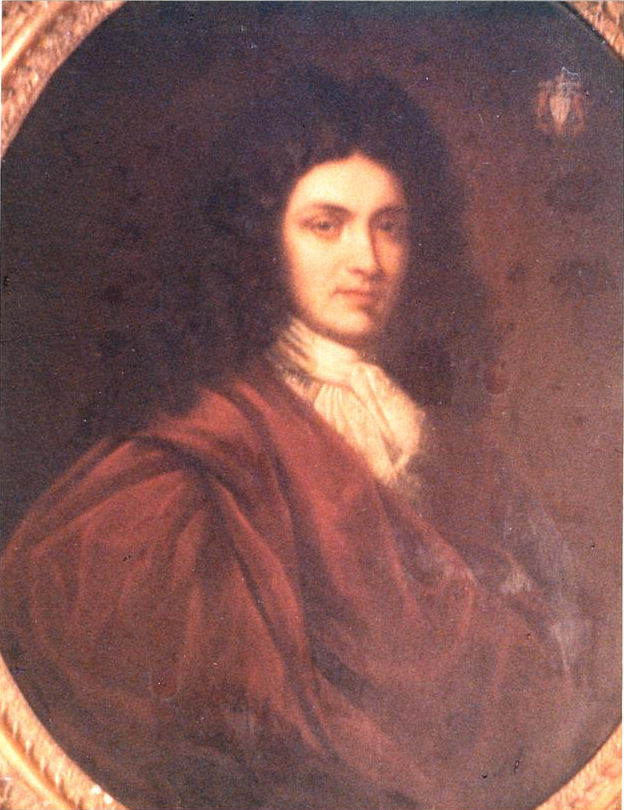
Jean Bernard, sieur de Meurin

Né le 19 janvier 1656 à Camphin-en-Carembault, Jean Bernard, sieur de Jardin-Meurin, devient raffineur le sucre en 1686.
Il acquiert la bourgeoisie de Lille en juin 1685.
Profitant des édits de 1696 et 1702 qui permettaient aux négociants d'être anoblis sans dérogeance par leur négoce, Jean Bernard acheta en vue d'anoblissement à Ignace Despienne le fief viscontier de Jardin-Meurin, à Erquinghem-Lys.
D'après une anecdote, impossible à contrôler, Louis XIV, passant à Lille, avait répondu à l'Echevin qui lui demandait chez qui Sa Majesté désirait loger :                                                                     "Je veux descendre chez le plus honnête homme de Lille."                                                                     - En ce cas, Sire, avait rétorqué le premier Magistrat de la Cité, pas de doute, il faut aller chez Jean Bernard ». L'histoire ne dit pas si le grand Roi prit logement chez lui.

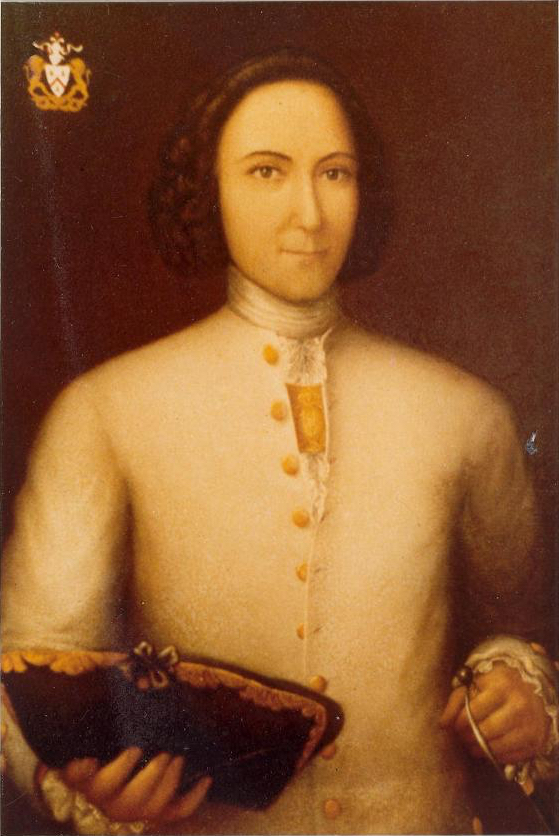
Henri-Dominique Bernard, seigneur des Mottes

Il meurt le 6 juillet 1743 à Lille.

### Claude Joseph Bernard (1727-1784 )

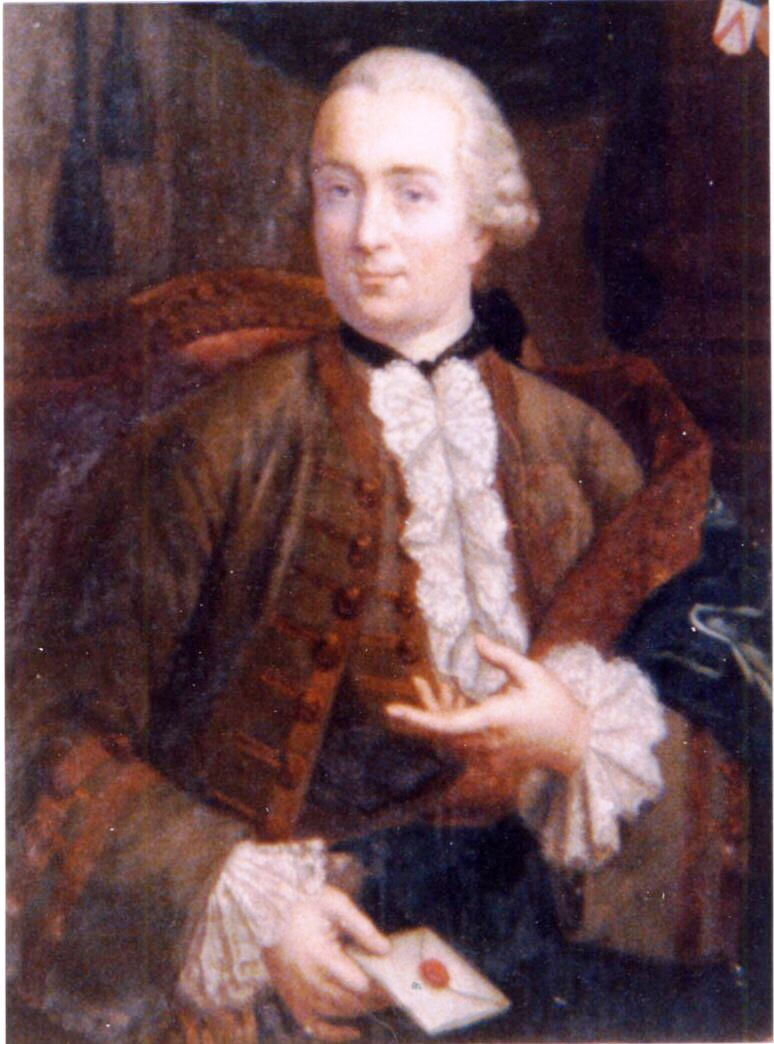
Claude Joseph Bernard

Né le 1er avril 1727 à Lille, fils de Henri-Dominique Bernard (1693-1765), sieur des Mottes, capitaine d'infanterie, il devient raffineur de sucre, bourgeois de Lille en 1747, consul et syndic des Chambres consulaire et de commerce de Lille.
Marié à Catherine Lagache (cousine germaine du baron Louis Joseph de Warenghien de Flory), il est le père de Charles-Dominique Bernard.
Il meurt le 6 mai 1784 à Lille.

### Benjamin Bernard (1769-1848)
Né le 24 juillet 1769 à Lille, il est industriel sucrier, conseiller municipal de Lille de 1826 à 1829, membre du tribunal et de la Chambre de commerce de Lille.
Il meurt le 30 août 1848 à Lille.

### Auguste Bernard (1772-1859)

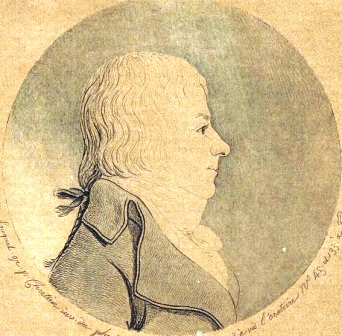
Auguste Dominique Joseph Bernard

Né le 6 juillet 1772 à Lille, il est d'abord attaché au secrétariat du Ministère de la guerre, avant de revenir à Lille. Il s'associe avec son frère Benjamin pour continuer l'exploitation de la raffinerie de sucre, fondant alors la maison Bernard frères.
Il est membre de la chambre et du tribunal de commerce de Lille.
Il acquit une maison de campagne à Lambersart.
Marié à Adélaïde Françoise Beaussier, fille d'Alexandre Beaussier-Mathon, il est le beau-père de Charles Kolb-Bernard.
Il meurt le 17 mars 1859 à Lille.

### abbé Charles-Joseph Bernard (1806-1882)
Né le 8 novembre 1806 à Lille, il suit ses études à Saint-Sulpice et est ordonné prêtre à Cambrai le 17 décembre 1831.
Professeur de philosophie au grand séminaire de Cambrai de 1831 à 1833, il est nommé vicaire à Bavai, puis aumônier des sourds-muets à Lille en 1838.
Nommé doyen de Sainte-Catherine à Lille en 1842, il passe vicaire général du diocèse de Cambrai et archiprêtre de Lille en 1845.
Le 30 septembre 1855, il est nommé chanoine honoraire d'Antioche du Syrien.
Il est à l'initiative de l'édification de la basilique Notre-Dame-de-la-Treille.
Il est l'auteur de plusieurs notices sur l'histoire locale.
Il meurt le 6 septembre 1882 à Cambrai.

### Gustave Bernard (1808-1890)

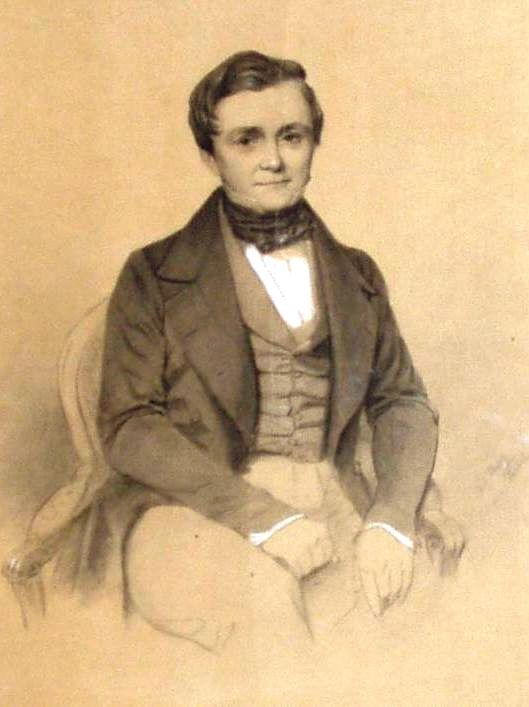
Gustave Bernard

Né le 28 avril 1808 à Lille, il devient industriel, co-gérant de la sucrerie Bernard à Santes, associé à ses cousins Bernard-Serret, ainsi qu'à son beau-frère Kolb-Bernard.
Retiré des affaires en 1844, il quitta son hôtel de la rue de Paris (anciennement, rue des Malades), pour s'installer dans son hôtel de la rue Royale, continuant à passer ses étés à Lambersart.
Il se consacre au service des œuvres de charité.
Gendre de Joseph Mesdach de ter Kiele, il est le beau-père du ministre Philippe Marie Victor Jacobs
Il meurt le 26 décembre 1890 à Lille.

### Henri Bernard (1810-1889)
Né le 23 juillet 1810 à Lille, il devient industriel raffineur de sucre.
Il est président de la Chambre de commerce et d'industrie de Lille de 1872 à 1880, conseiller municipal de Lille de 1846 à 1865 et conseiller général du Nord de 1852 à 1864.
Il est fait chevalier de la Légion d'honneur (17 décembre 1868) et commandeur de l'ordre de Saint-Grégoire-le-Grand (10 février 1877).
Il meurt le 7 septembre 1889 à Lille.

### Félix Bernard (1812-1880)
Né le 30 novembre 1812 à Lille, il se fixe à Santes après la mort de son frère ainé pour reprendre la direction des affaires familiales.
Il est maire de Santes de 1850 à 1863.
De retour à Lille, il se consacre sa vie à la bienfaisance, spécialement à l'Asile des Cinq-Plaies.
Il meurt le 19 avril 1880 à Lille.

### Théodore Bernard (1825-1901)
Né le 22 janvier 1825 à Lille, il s'installe comme banquier à Lille et devient président du Tribunal de commerce de Lille.
Il est fait chevalier de la Légion d'honneur le 3 août 1875.
Il meurt le 4 octobre 1901 à Lille.

### Georges Bernard (1837-1887)
Né le 9 février 1837 à Lille, il est industriel sucrier et maire de Santes de 1874 à 1882.
Il meurt le 11 mars 1882 à Lille.

### André Bernard (1844-1913)
Né le 3 février 1844 à Lille, il s'engage en tant que zouave pontifical sous Charette entre 1861 et 1864. Il est fait commandeur de l'ordre de Saint-Grégoire-le-Grand et comte romain héréditaire par la pape Léon XIII le 18 mars 1913.
Il est président du conseil administration de la Société des hauts fourneaux et des forges de Denain et d'Anzin et membre du conseil d'administration de la Compagnie des mines d'Aniche.
Il est également président du conseil d'administration des journaux La Dépêche et Le Nouvelliste du Nord et du Pas-de-Calais, ainsi que délégué de l'Action libérale populaire pour le comité de Lille. Il meurt le 25 octobre 1913 à Paris.

### Joseph Bernard (1851-1932)
Né le 30 janvier 1851 à Lille. Il est le fils de Henri Bernard (1810-1889), industriel raffineur de sucre, président de la Chambre de Commerce & d'Industrie de Lille, conseiller municipal de Lille, conseiller général du Nord. Entre à l’École Navale en 1867 et devint l'ami de Julien Viaud (1850-1923), futur Pierre Loti. Il quitte la Marine en 1874 après une mission au Sénégal pour reprendre la direction de la raffinerie de sucre de son père à Lille. Il épouse le 2 mai 1876 à Douai (Nord) Hélène Marie-Elisabeth Le Ricque de Monchy (1853-1919). Son oncle est le cardinal de Ségur, fils de la comtesse de Ségur.

### Thérèse Bernard (1856-1940)
Née le mardi 15 janvier 1856 à Lille. Après avoir fait sa profession religieuse le mercredi 4 avril 1877  chez les bénédictines de Sainte-Cécile de Solesmes, elle est envoyée à Wisques pour fonder l'abbaye Notre-Dame de Wisques, le jeudi 6 septembre 1894. En 1901, elle part en exil à Oosterhout (Hollande) où elle fonde un nouveau monastère et en septembre 1919 elle revient à Wisques relever son abbaye.
Elle est la fille unique de Benjamin Bernard (1824 -1862) et de Céline Dambricourt (1835 -1856). Orpheline à l'âge de 5 mois, elle est élevée par sa tante Anna Dambricourt.
Son père est un petit-fils de Claude Joseph Bernard (1727-1784).

### Jean Bernard (1860-1924)
Né le 1er avril 1860 à Lille, il devient industriel raffineur de sucre.
Vice-président de l'Université catholique de Lille, il prend part à la création de l'ICAM et préside de l'Œuvre de Notre-Dame de La Treille. Il est fait commandeur de l'ordre de Saint-Grégoire-le-Grand.
Il meurt le 28 avril 1924 à Lille.

### François Bernard (1860-1923)
Né le 30 octobre 1860 à Lille, il est élève de l'École polytechnique (X1879) et devient ingénieur des ponts et chaussées, à Toulon puis à Châlons-en-Champagne.
Il s'installe comme armateur à Dunkerque. Il devient alors vice-président de la Chambre de commerce et d'industrie de Dunkerque.
Après la Première Guerre mondiale, il habite château Marmont à Châtillon-sur-Seine.
Il meurt le 6 décembre 1923 à Anvers.

### Charles Bernard (1865-1933)
Né le 19 avril 1865 à Lille, il devient industriel.
En 1892, il succède à son père comme maire de Santes, et le reste jusqu'en 1919. Le 31 juillet 1915, il est enlevé comme otage par les Allemands et passe trois mois en prison.
Marié à Émilie Thiriez, il est le beau-père de l'industriel et résistant François de Guillebon (1901-1945).
Il meurt le 27 avril 1933 à Lille.

### Émile Bernard (1868-1941)
Né le 28 avril 1868 à Lille, Émile Bernard est un peintre, graveur et écrivain français, fondateur avec Gauguin de l'école de Pont-Aven.

### Louis Bernard (1890-1982)
Né le 29 octobre 1890 à Lille, licencié es-sciences, il est professeur à l'école des Hautes études et à l'Université catholique de Lille.
Engagé lors de la Première Guerre mondiale, il reçoit la croix de guerre 1914-1918.
Il est maire d'Attiches de 1930 à 1945.
Il meurt le 7 janvier 1982 à Saint-Valéry-sur-Somme.

### Lucien Bernard (1893-1957)
Né le 30 octobre 1893 à Lille, il crée une distillerie à Bordeaux qui porte son nom pour produire et vendre des alcools rectifiés et des eaux de vie. Il est président de la Distillerie L. Bernard & Cie à Bordeaux.
En 1928, il crée à Bordeaux une distillerie qui porte son nom pour produire et vendre des alcools rectifiés et des eaux de vie
Il meurt le 18 novembre 1957 à Bordeaux.

### Jean-Louis Bernard
Originaire de Lille, Jean-Louis Bernard est un auteur français spécialisé dans la mystique et l’ésotérisme. Il étudie la mise en scène avec Jean-Louis Barrault au Théâtre du Rond Point à Paris et publie une pièce "Les papillons ou le Nô".
Président d’Emergences Littéraires et Artistiques, directeur littéraire, il édite au début des années 90 plusieurs ouvrages. Deux recueils de poésie, "Empire Céleste" d’Anne Vinh, et "Barrière d'hommes" de Basile Gonnord " ainsi qu'un texte collectif (Bernard, Curat, Gonnord, illustré par Sigrid Hagel), "La raison d'être".
Son cousin l'éditeur Pierre Bernard, créateur des éditions Sindbad, lui fait rencontrer son auteur le prix Nobel Naguib Mahfouz. Dès lors, Jean-Louis Bernard se passionne pour le soufisme et l'ésotérisme. Sa nouvelle "Amor di gatto" est illustrée par l'artiste sur soie Anne-Lan. Ses essais, écrits en collaboration avec Bernard Duboy, "Les autres vies et la réincarnation" et "Mehdi, l'initiation d'un soufi" sont publiés aux éditions du Rocher et en poche chez Pocket.
Depuis janvier 2025, Jean-Louis Bernard a réactivé les éditions Emergences Littéraires & Artistiques, qui publient désormais en numérique et en accès gratuit les textes de leurs auteurs.